# Bollo pelón
El bollo pelón és un plat típic de la cuina veneçolana que consisteix en un panet de pasta de blat de moro farcida de cuinat de carn o pollastre, que es bull i es banya en una salsa usualment a base de tomates. No han de confondre's amb les arepes perquè aquests no porten farciment. Serveix per a un bon desdejunar.
També existeix la variant feta amb farina de blat de moro i acolorida amb bixa, tal com la que s'utilitza per a les hallacas. Es farceixen les boletes (aproximadament de la grandària d'una poma gran), amb guisat de carn o pollastre i es bullen fins a ser cuites. En aquest cas no s'hi afegeix cap mena de salsa. Cal que el guisat sigui cuinat anticipadament. Generalment, s'acompanyen amb arròs, però també es mengen soles.
Hi ha una altra variant elaborada amb auyama (mena de carabassa) cuita i liquada barrejada amb la pasta. A l'illa de Margarita solen preparar-ho d'aquesta manera farcit de guisat de peix (generalment caçó o rajada).
També a l'Estat Miranda i altres regions es fan unes boles de pasta de blat de moro farcides d'un guisat de carn o grans anomenats bollos pelones.
Aquest plat és típic de la cuina veneçolana colonial i es considera un clàssic juntament amb la hallaca i les postres de la cuina colonial de Caracas.